# 카를 구스타프 헴펠
카를 구스타프 "페터" 헴펠(독일어: Carl Gustav "Peter" Hempel, 1905년 1월 8일 ~ 1997년 11월 9일)은 독일의 작가이자 철학자이다. 그는 과학철학의 20세기 운동인 논리실증주의의 주요 인물이다. 과학적 설명의 연역 법칙 모델을 표현한 것으로 특히 잘 알려져 있으며 1950년대와 1960년대에 과학적 설명의 표준 모델로 간주되었다. 까마귀 역설(헴펠의 역설)로도 잘 알려져 있다.

## 생애
헴펠은 괴팅겐 대학교에서, 최종적으로는 베를린 대학교와 하이델베르크 대학교에서 수학, 물리학, 철학을 공부했다. 괴팅겐에서 다비트 힐베르트와 만나 유한의 입장을 포괄하는 현대적인 형식주의를 시도하는 힐베르트 프로그램에 감명을 받았다.

## 유산
2005년에 헴펠의 출생지인 오라니엔부르크시는 그를 추모하여 거리 중 하나의 이름을 "칼-구스타프-헴펠-길"(Carl-Gustav-Hempel-Straße)로 변경하였다.

## 참고 문헌
- Holt, Jim, "Positive Thinking" (review of Karl Sigmund, Exact Thinking in Demented Times: The Vienna Circle and the Epic Quest for the Foundations of Science, Basic Books, 449 pp.), The New York Review of Books, vol. LXIV, no. 20 (21 December 2017), pp. 74–76.